# Большое Дитятево
Большое Дитятево — деревня в Кирилловском районе Вологодской области.
Входит в состав Николоторжского сельского поселения, с точки зрения административно-территориального деления — в Николо-Торжский сельсовет.
Расстояние по автодороге до районного центра Кириллова — 18 км, до центра муниципального образования Никольского Торжка — 7 км. Ближайшие населённые пункты — Кишемское, Большое Закозье, Васняково.
По переписи 2002 года население — 8 человек.